# Blue Djinn
Vous pouvez aider à l'améliorer ou bien discuter des problèmes sur sa page de discussion.
- Certaines informations devraient être mieux reliées aux sources mentionnées dans la bibliographie ou les liens externes. Améliorez sa vérifiabilité en les associant par des références. (Marqué depuis octobre 2020)
- Il est orphelin : moins de trois articles lui sont liés. Aidez à ajouter des liens en plaçant le code [[Blue Djinn]] dans les articles relatifs au sujet. (Marqué depuis octobre 2020)

Le Blue Djinn est un petit voilier, croiseur côtier dériveur intégral gréé en sloop bermudien et doté d'une coque en polyester. Il est construit par le chantier B2 Marine à Latresne (Gironde).

## Historique
Après avoir travaillé pour un fabricant de remorques porte-bateaux bordelais, Bernard Badets décide de créer son propre chantier en avril 1986. Cet ancien navigateur sur Beluga a souhaité « fabriquer des bateaux à voile familiaux et des bateaux à moteur simples et pratiques, tout en restant faciles à transporter ». Le Blue Djinn est né à la suite de ses aînés cités ci-dessous.
| Nom           | Type                             | Longueur | Architecte       | Chantier naval | Début de construction | Fin de construction | Nombre d'exemplaires produits |
| ------------- | -------------------------------- | -------- | ---------------- | -------------- | --------------------- | ------------------- | ----------------------------- |
| Djinn 22      | Monocoque habitable de croisière | 6,60 m   | François Sergent | Aquitaine Boat | 1977                  | 1988                | 110                           |
| Djinn18 1982  | Monocoque habitable de croisière | 5,50 m   | Vincent Ruais    | Aquitaine Boat | 1982                  | 1988                |                               |
| Djinn 18 1988 | Monocoque habitable de croisière | 5,50 m   | François Sergent | B2 Marine      | 1988                  | 1992                |                               |

## Caractéristiques
- Matériau : polyester
- Longueur de la coque : 6,09 m
- Largeur : 2,37 m
- Tirant d'eau max (dérive baissée) : 1,10 m
- Tirant d'eau min (dérive relevée) : 0,25 m
- Poids lest court : 150 kg
- Dérive pivotante en acier galvanisé : 50 kg
- Déplacement lège : environ 950 kg
- Hauteur sous barrot : 1,40 m
- Hauteur totale sans mât : 1,55 m
- Longueur du mât : 7,30 m à 1 étage de barres de flèches poussantes
- Cockpit : autovideur de 2,05 X 1,50 X 0,60 m avec jupe arrière et plateforme de bain
- Nombre de couchages : 4
- Nombre de passagers : 6
- Catégorie de navigation : C6/D6
- Voiles :  grand-voile : 12 m2, foc : 9 m2,  spi : 20 m2
- Moteur : hors-bord arbre long sur chaise de 4 à 8 cv
- Architecte et conception : B2 Marine
- Constructeur : B2 Marine – 33360 Latresne
- Début de fabrication : 1994
- Fin de fabrication: toujours en fabrication en 2020
- Nombre d'unités produites : 468 en novembre 2022